# Campionato europeo maschile under 19 di calcio 2009
Il Campionato europeo di calcio Under-19 2009 è stata la 57ª edizione del Campionato europeo di calcio Under-19 organizzato dalla UEFA, che si sono svolti in Ucraina dal 21 luglio al 2 agosto 2009.

## Squadre

### Squadre qualificate
| Squadra     |
| ----------- |
| Inghilterra |
| Francia     |
| Serbia      |
| Slovenia    |
| Spagna      |
| Svizzera    |
| Turchia     |
| Ucraina     |

## Gli stadi
Sono quattro gli stadi scelti per ospitare la manifestazione:
| Città     | Stadio            | Capacità |
| --------- | ----------------- | -------- |
| Donec'k   | Metalurh Stadium  | 5.094    |
| Donec'k   | RSC Olimpiyskiy   | 26.100   |
| Mariupol' | Zakhidnyi Stadium | 3.206    |
| Mariupol' | Stadio Illičivec' | 12.680   |

## Gironi finali

### Girone A

#### Classifica
| Squadre     | Punti | G | V | N | P | GF | GS | DR |
| ----------- | ----- | - | - | - | - | -- | -- | -- |
| Inghilterra | 5     | 3 | 1 | 2 | 0 | 10 | 4  | +6 |
| Ucraina     | 5     | 3 | 1 | 2 | 0 | 3  | 2  | +1 |
| Svizzera    | 4     | 3 | 1 | 1 | 1 | 3  | 3  | 0  |
| Slovenia    | 1     | 3 | 0 | 1 | 2 | 2  | 9  | -7 |

#### Risultati
| Arbitro: | Manuel Gräfe |

|             |           |              |
| Mattock 34’ | Marcatori | 92’ Wüthrich |

| Donec'k 21 luglio 2009, ore 18:00 CET | Ucraina   | 0 – 0 referto | Slovenia | RSC Olimpiyskiy\| Arbitro: \| Jiri Jech \| |
| Arbitro:                              | Jiri Jech |               |          |                                            |

| Arbitro: | Ovidiu Alin Hațegan |

|          |           |                        |
| Fink 66’ | Marcatori | 79’ Pasche 85’ Mustafi |

| Arbitro: | Bas Nijhuis |

|               |           |                                 |
| Petrov 2’ 61’ | Marcatori | 25’ (rig.) Lansbury 51’ Gosling |

| Arbitro: | István Vad |

|  |           |             |
|  | Marcatori | 85’ Rybalka |

| Arbitro: | Jérome Efong Nzolo |

|              |           |                                                                      |
| Dimitrov 50’ | Marcatori | 10’ Lansbury 19’ Briggs 25’ 32’Welbeck 38’ 70’ Delfouneso 74’ Ranger |

### Girone B

#### Classifica
| Squadre | Punti | G | V | N | P | GF | GS | DR |
| ------- | ----- | - | - | - | - | -- | -- | -- |
| Serbia  | 7     | 3 | 2 | 1 | 0 | 4  | 2  | +2 |
| Francia | 5     | 3 | 1 | 2 | 0 | 3  | 2  | +1 |
| Spagna  | 3     | 3 | 1 | 0 | 2 | 3  | 4  | -1 |
| Turchia | 1     | 3 | 0 | 1 | 2 | 2  | 4  | -2 |

#### Risultati
| Arbitro: | István Vad |

|             |           |             |
| Brahimi 40’ | Marcatori | 44’ Aleksić |

| Arbitro: | Ovidiu Alin Hațegan |

|              |           |                            |
| Albayrak 12’ | Marcatori | 49’ (rig.) Iago 51’ Joselu |

| Arbitro: | Jérome Efong Nzolo |

|             |           |             |
| N'Diaye 90’ | Marcatori | 64’ Yildrim |

| Arbitro: | Jiri Jech |

|                    |           |           |
| Milanović 36’, 51’ | Marcatori | 6’ Joselu |

| Arbitro: | Manuel Gräfe |

|  |           |             |
|  | Marcatori | 26’ Brahimi |

| Arbitro: | Bas Nijhuis |

|             |           |  |
| Aleksić 17’ | Marcatori |  |

## Fase a eliminazione diretta
|  | Semifinali | Semifinali  | Semifinali |         |             | Finale      | Finale | Finale |  |
|  |            |             |            |         |             |             |        |        |  |
|  | 1A         | Inghilterra | 3          |         |             |             |        |        |  |
|  | 1A         | Inghilterra | 3          |         |             |             |        |        |  |
|  | 2B         | Francia     | 1          |         |             |             |        |        |  |
|  | 2B         | Francia     | 1          |         | Inghilterra | Inghilterra | 0      |        |  |
|  |            |             |            |         | Inghilterra | Inghilterra | 0      |        |  |
|  |            |             | Ucraina    | Ucraina | 2           |             |        |        |  |
|  | 1B         | Serbia      | Ucraina    | Ucraina | 2           | 1           |        |        |  |
|  | 1B         | Serbia      |            |         |             |             |        |        |  |
|  | 2A         | Ucraina     | 3          |         |             |             |        |        |  |

### Semifinali
| Arbitro: | Bas Nijhuis |

|                                  |           |          |
| Lansbury 37’ Delfouneso 92’ 104’ | Marcatori | 8’ Gueye |

| Arbitro: | Manuel Gräfe |

|             |           |                            |
| Aleksić 22’ | Marcatori | 1’ Shakhov 39’ 86’ Harmash |

### Finale
| Arbitro: | Jiri Jech |

|  |           |                         |
|  | Marcatori | 5’ Harmash 50’ Korkiško |

## Marcatori
4 goal
- Nathan Delfouneso

3 goal
- Henri Lansbury
- Danijel Aleksić
- Denys Harmash